# Drapeau de Jersey
Le drapeau de Jersey, dépendance de la Couronne britannique, n’est pas sans rappeler la Croix de saint Patrick, croix rouge sur fond blanc, tel qu’on le retrouve sur le drapeau du Royaume-Uni. Pourtant, l’origine du drapeau remonte bien avant la fondation de l’ordre de Saint-Patrick et s’inspirerait d'armoiries normandes.
D'autres explications sont avancées comme une mauvaise traduction hollandaise qui avait confondu « Ierse » (Jersey) par « Erse » ("irlandais"). Selon d'autres croyances, le drapeau dériverait de la croix de saint Georges : en effet, les îles Anglo-Normandes constituaient un État neutre durant les guerres franco-anglaises et les navires pouvaient commercer avec les deux parties. Or, pour se différencier des navires anglais, la croix fut tournée de 45°.
 Les armoiries de Jersey ne furent ajoutées qu'en 1979, pour distinguer plus facilement le drapeau de ceux utilisés dans le code international des signaux maritimes. On retrouve d'ailleurs ce blason sur le drapeau du gouvernement jersiais qui est basé sur le Blue Ensign. Le blason est par ailleurs surmontée de la couronne des Plantagenêts.